# Ozineus dorsalis
Ozineus dorsalis là một loài bọ cánh cứng trong họ Cerambycidae.